# زوال التعصيب
يعبر مصطلح زوال التعصيب عن فقدان الإمداد العصبي، بغض النظر عن السبب. إذا كانت الأعصاب المفقودة نتيجة زوال التعصيب متصلة بمنظومة عصبية مسؤولة عن وظيفة معينة فقد يحدث تراجع أو خسارة في هذه الوظيفة بعد زوال التعصيب. قد يحدث زوال التعصيب نتيجة إصابة أو نتيجة إحدى الاضطرابات التالية: التصلب الجانبي الضموري، المتلازمة التالية لشلل الأطفال أو متلازمة تسارع معدل ضربات القلب الموضعي الانتصابي. بالإضافة إلى ذلك، يمكن أن تُستخدم إزالة التعصيب كتقنية جراحية مفيدة للتخفيف من الأعراض السلبية الرئيسية، مثلما هو الحال في إزالة التعصيب الودي الكلوي. يمكن أن يكون لإزالة التعصيب العديد من الآثار الجانبية السلبية مثل زيادة خطر العدوى وخلل وظيفة الأنسجة.

## الأسباب
يمكن أن ينتج زوال التعصيب عن إصابة رضية أو عن اضطراب معين أو إجراء جراحي.

### الإصابة
قد يحدث زوال التعصيب نتيجة إصابة رضية في العصب، الأنواع الثلاثة الرئيسية لإصابة الأعصاب هي: الشلل المؤقت للعصب، تهتك المحوار أو تهتك العصب. الاختلافات الرئيسية بين هذه الأنواع هي درجة تضرر العصب وإمكانية شفاءه بعد الإصابة. إذ أظهر الدماغ القدرة على إعادة التعصيب ونقل السيالات العصبية بعد الإصابات التي تضررت فيها بعض الأعصاب. تسمح هذه التكيفية للدماغ بالتعويض عن ضياع الاتصالات العصبية الناتج عن الإصابة.

### الاضطرابات
ترتبط عمليات زوال التعصيب ارتباطًا وثيقًا بالأعراض التي تظهر في متلازمة ما بعد شلل الأطفال. يخضع الأشخاص المصابون بمتلازمة ما بعد شلل الأطفال لعمليات مستمرة من زوال التعصيب وعودته. تحدث هذه العملية بعد شلل الأطفال الحاد وتؤدي إلى زيادة مساحة الوحدة الحركية بمرور الوقت. سرعان ما تزداد مناطق الوحدة الحركية إلى نقطة تصبح فيها إعادة التعصيب غير ممكنة مما يتسبب في إزالة التعصيب غير المعوض للوحدات الحركية مما يؤدي إلى ضمور العضلات وخسارة القوة العضلية. بعد تشخيص عدوى شلل الأطفال الحادة، يُعتقد أن الأعراض مثل التعب والضعف العام والألم مرتبطة بزوال تعصيب العضلات.
يتميز أيضًا التصلب الجانبي الضموري، الذي يشبه متلازمة ما بعد شلل الأطفال إلى حد كبير، بأعراض مشابهة لتنكس الخلايا العصبية الحركية إذ يؤدي إلى ضعف عام وإلى الشلل في بعض الحالات. تختلف الأعراض اعتمادًا على المنطقة التي يحدث فيها زوال التعصيب، ومع ذلك، تختلف عملية زوال التعصيب في هذه الحالة عن متلازمة ما بعد شلل الأطفال من حيث أنها تنطوي فقط على تنكس العصبونات الحركية العلوية والسفلية ولا تشتمل على عمليات مستمرة من زوال وإعادة التعصيب.

### الإجراءات الجراحية
بالإضافة إلى إصابة العصب المحيطي، تُستخدم إزالة التعصيب كإجراء طبي فهو ينطوي على فوائد مختلفة ناتجة عن القضاء على إمداد الأعصاب إلى منطقة معينة من الجسم. في إزالة التعصيب الودي الكلوي، يتضمن الإجراء استخدام الاستئصال الراديوي أو الأمواج فوق الصوتية لإزالة إمداد العصب الودي لجدار الكلى بهدف خفض ضغط الدم وعلاج ارتفاع ضغط الدم المزمن. ومع ذلك، فقد تراجع استخدام إزالة التعصيب الودي الكلوي في السنوات الأخيرة بسبب الأدلة الجديدة التي تشير إلى أن ضغط الدم لم ينخفض بشكل كبير بعد الإجراء وهناك توصيات ضد اللجوء إلى هذا الإجراء نظرًا لعدم وجود أدلة كافية لإثبات أن إزالة التعصيب الودي الكلوي يؤدي إلى انخفاض ضغط الدم.
تشمل الإجراءات الجراحية الأخرى السائدة التقليل المتعمد لإمداد العصب لعلاج مجموعة متنوعة من الاضطرابات. في قطع الودي، تُزال العقدة الودية جراحيًا لعلاج فرط التعرق. في قطع المبهم، يُستأصل العصب المبهم جراحيًا لعلاج مرض القرحة الهضمية من خلال تقليل حموضة المعدة. في بضع الجذر، تُزال الألياف العصبية في النخاع الشوكي على أمل التخلص من آلام العضلات المزمنة.